# غلام‌یحیی دانشیان

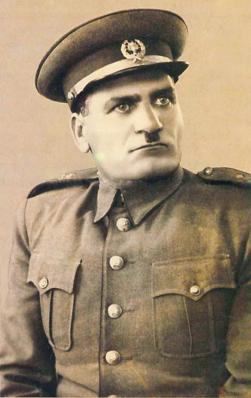

غلام‌یحییٰ دانشیان، (زاده ۱۲۸۵ – درگذشته ۱۳۶۳) سیاست‌مدار، فرمانده نیروهای نظامی و سازمان فدائیان فرقهٔ دموکرات آذربایجان بود.
غلام‌یحییٰ دانشیان، در سال ۱۲۸۵ ه‍.ش در روستای عسگرآباد سرآب از توابع آذربایجان شرقی چشم به جهان گشود. در نوجوانی همراه پدرش برای کار به مناطق نفتی باکو رفت و در آن جا به عضویت سازمان جوانان کمونیست و سپس حزب کمونیست ایران درآمد. او با فعالیت خود در میان کارگران ایرانی توانست اعتماد سازمان‌های حزبی را به دست آورد. دانشیان در سال‌های ۱۹۳۷ تا ۱۹۳۸ هنگام اخراج ایرانیان از آذربایجان شوروی خارج شد. پس از آتش زدن قورخانهٔ ارتش در خیابان خیام در سال ۱۳۱۸ یا ۱۳۱۹ او را در میانه بازداشت کردند و به تهران بردند؛ اما نتوانستند ارتباط او را با گروه خرابکار ثابت کنند و سرانجام هم‌زمان با اشغال ایران در جنگ جهانی دوم در سال ۱۳۲۰ از دوستاق (زندان) آزاد شد و در این زمان با چند واگن باربری راه‌آهن برای حمل بارهای تجّار کسب درآمد می‌کرد.
غلام یحییٰ دانشیان در شهر میانه به شعبهٔ محلی حزب تودهٔ ایران و شورای متحدهٔ مرکزی کارگران ایران پیوست و در کنگرهٔ اول حزب تودهٔ ایران عضو کمیتهٔ ایالتی آذربایجان شد. سال ۱۳۲۴ به هنگام تشکیل فرقهٔ دموکرات آذربایجان توسط جعفر پیشه‌وری به آن فرقه پیوست و خیلی زود یکی از سازمان دهندگان نیروی نظامی موسوم به فدائیان و از رؤسای آن فرقه گردید. آبان ۱۳۲۴ حملهٔ فداییان فرقهٔ دموکرات به پادگان‌های نظامی آغاز شد و سراسر آذربایجان که در اشغال شوروی بود به تصرف آنان درآمد. حکومت ایران تلاش می‌کرد شهرها و روستاها را از حمله گروه فداییان حفظ نماید ولی در این دوران غلام یحییٰ و همدستانش با حمله به روستاها از ارسال مواد غذایی به تهران جلوگیری می‌کردند. در این زمان، درگیری‌هایی بین فداییان به فرماندهی غلام یحییٰ و ارتش ایران در منطقه زنجان پیش آمد که هر بار فداییان با پشتیبانی ارتش شوروی، ارتش ایران را به عقب‌نشینی وامی‌داشتند. سرانجام، ارتش شوروی در اردیبهشت سال ۱۳۲۵ استان‌های شمال غربی ایران را تخلیه کردند و ارتش ایران وارد تبریز شد. آذربایجان دوباره به ایران ملحق شد و عده‌ای از رهبران فرقه، خود را به سرحد رسانده و از راه جلفا به شوروی فرار کردند و پناه بردند.
فرقهٔ دموکرات از زمان شکست در آذربایجان در سال ۱۳۲۵ تا هنگام وحدت با حزب توده در سال ۱۳۳۹ حضور مستقل و وسیعی در ایران نداشت. تشکیلات فرقه، پس از مهاجرت سران آن به شوروی در باکو به کار خود ادامه داد و پس از مرگ پیشه‌وری در یک سانحهٔ اتومبیل که دانشیان نیز همراه وی بود در تصادف زخمی شد، رهبری فرقه به قاسم چشم‌آذر منتقل شد و در سال ۱۳۳۶ او جای خود را به دانشیان داد. دانشیان در کنفرانس وحدت حزب توده و فرقهٔ دموکرات آذربایجان عضو هیئت اجرایی حزب توده شد.غلام یحیی در تصمیم‌گیری‌های مهم، نقشی اساسی ایفا می‌کرد که از این موارد می‌توان به برکناری رضا رادمنش از دبیر اوّلی، جانشینی ایرج اسکندری در سال ۱۳۴۸ و همچنین برکناری اسکندری و جانشینی نورالدین کیانوری در سال ۱۳۵۷ اشاره نمود. غلام یحیی زبان توده‌ها را به خوبی می‌دانست و می‌توانست با سخنرانی‌هایش آنها را جلب نماید و این توانایی حاصل تجربه‌ای بود که در میان کارگران صنعت نفت باکو کسب کرده بود. دانشیان در واپسین سال‌های پیش از انقلاب ایران به علّت بیماری و کهولت سن از فعالیت کناره گرفت و صدر افتخاری فرقه شد و در حوالی سال ۱۳۶۳ در باکو درگذشت.